# Den tredje grottans hemlighet
Den tredje grottans hemlighet är den svenske författaren P. O. Enquists andra barnbok, utgiven oktober 2011 hos Rabén & Sjögren. Boken är illustrerad av Katarina Strömgård. Den är uppföljaren till P. O. Enquists första barnbok De tre grottornas berg som utgavs 2003.